# Kata Tjuta

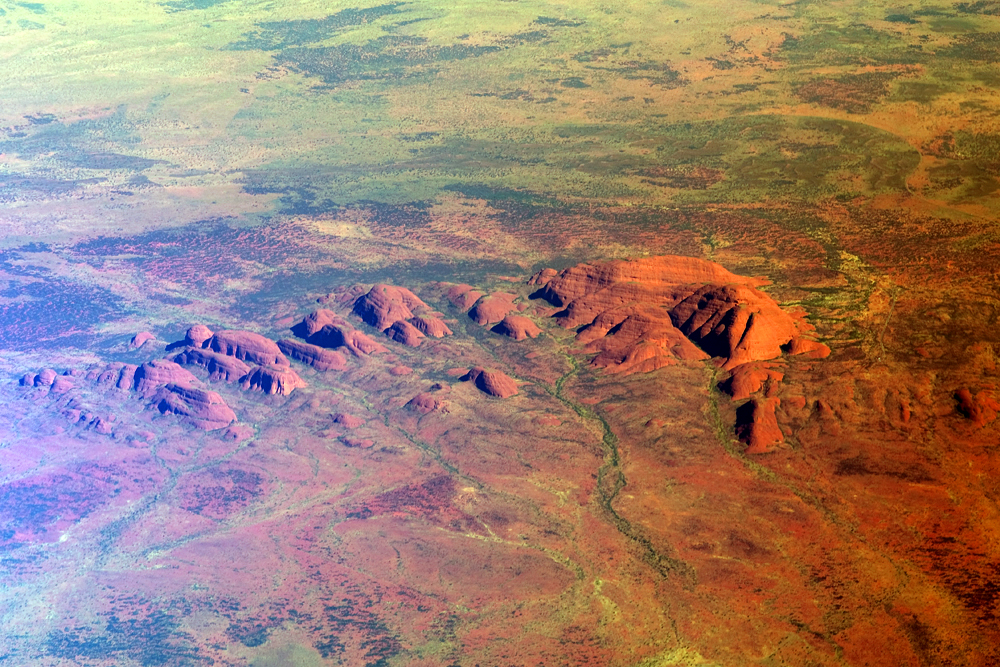
Aerial view of Kata Tjuṯa / Mount Olga

Kata Tjuṯa, (Pitjantjatjara: Kata Tjuṯa, nghĩa 'nhiều đầu'; phát âm thổ ngữ Úc: [kɐtɐ cʊʈɐ]), còn gọi là The Olgas, là một nhóm khối đá hay bornhardt lớn hình vòm, nằm cách Alice Springs chừng 360 km về phía tây nam, ở mạn nam Lãnh thổ Bắc Úc, miền trung nước Úc. Uluru còn gọi là Ayers Rock, nằm cách Kata Tjuṯa 25 km (16 mi) về phía đông. Cả hai là cột mốc nổi bật trong vườn quốc gia Uluru-Kata Tjuṯa. Đây là nơi linh thiêng đối với thổ dân Úc.:884
36 vòm tạo nên Kata Tjuṯa có tổng diện tích 21,68 km2 (8,37 dặm vuông Anh), làm từ cuội kết, một thứ đá trầm tích tạo nên từ cuội đá hoa cương và bazan, gia cố thêm nhờ sa thạch. Vòm cao nhất, Mount Olga, đạt độ cao 1.066 m (3.497 ft) trên mực nước biển và cao chừng 546 m (1.791 ft) so với mặt đất chung quanh (cao hơn Uluru 198 m (650 ft)).

## Tên gọi
Kata Tjuṯa còn có tên gọi là The Olgas, đặt theo tên đỉnh, Mount Olga. Theo chỉ thị của Nam tước Ferdinand von Mueller, Ernest Giles đặt tên cho Mount Olga năm 1872, nhằm vinh danh Nữ hoàng Olga xứ Württemberg (cựu Nữ Đại Công tước Olga của Nga, con gái Tsar Nicholas I). Bà và chồng là vua Charles I của Württemberg đã đánh dấu 25 năm ngày cưới bằng cách ban cho Mueller tước Freiherr (nam tước), làm ông trở thành Ferdinand von Mueller. Đây là cách ông trả ơn cho hai người.
Ngày 15 tháng 9 năm 1993, chính xác tên kép được chấp thuận cho phép ghép giữa tên bản xứ và tên tiếng Anh. Thế là Mount Olga được đặt tên Mount Olga / Kata Tjuṯa. Ngày 6 tháng 11 năm 2002, theo yêu cầu của hội đồng du lịch địa phương, thứ tự tên kép đảo ngược, thành Kata Tjuṯa / Mount Olga.

## Truyền thuyết
Người Pitjantjatjara có nhiều truyền thuyết gắn với nơi đây và cả những nơi lân cận, gồm cả Uluru / Ayers Rock. Một có kể về rắn vua Wanambi, được cho là sống trên đỉnh Kata Tjuṯa / Mount Olga, chỉ xuống mặt đất lúc hạn. Hơi thở của Wanambi biến gió thành bão tố trị kẻ làm điều ác. Thời xưa, truyền thuyết không được để lọt tai người ngoài và cả phụ nữ. Theo tục lệ, nếu phụ nữ can thiệp vào "chuyện đàn ông", họ sẽ bị đánh đập, có khi đến chết. Thổ dân Anangu tin rằng Kata Tjuta là nơi trú ngụ của năng lượng linh hồn. Từ năm 1995 nơi đây lần nữa trở thành địa điểm tổ chức nghi lễ văn hóa.:884-885

## Giao thông
Có thể đến Kata Tjuṯa / Mount Olga từ sân bay Ayers Rock, chạy xe 55 kilômét (34 mi) về phía tây, rồi rẽ sang phía tây. Khách du lịch phải trả phí tham quan. Kata Tjuṯa cách Alice Springs 495 kilômét (308 mi) theo đường bộ, qua cao tốc Stuart và Lasseter.

## Hình ảnh

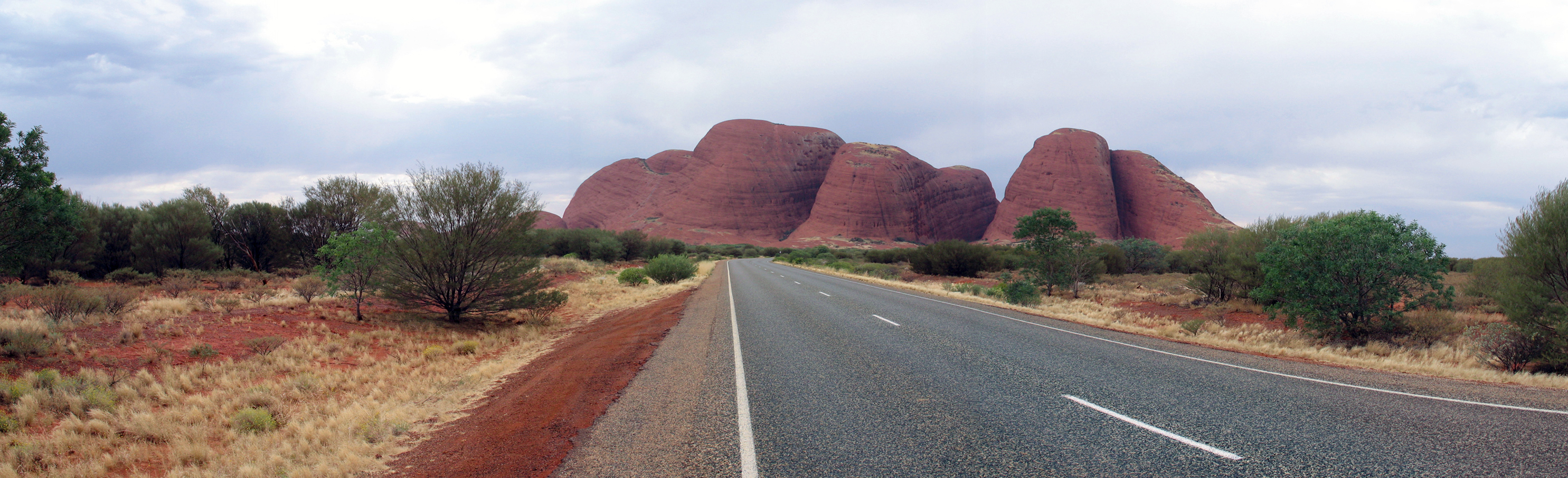
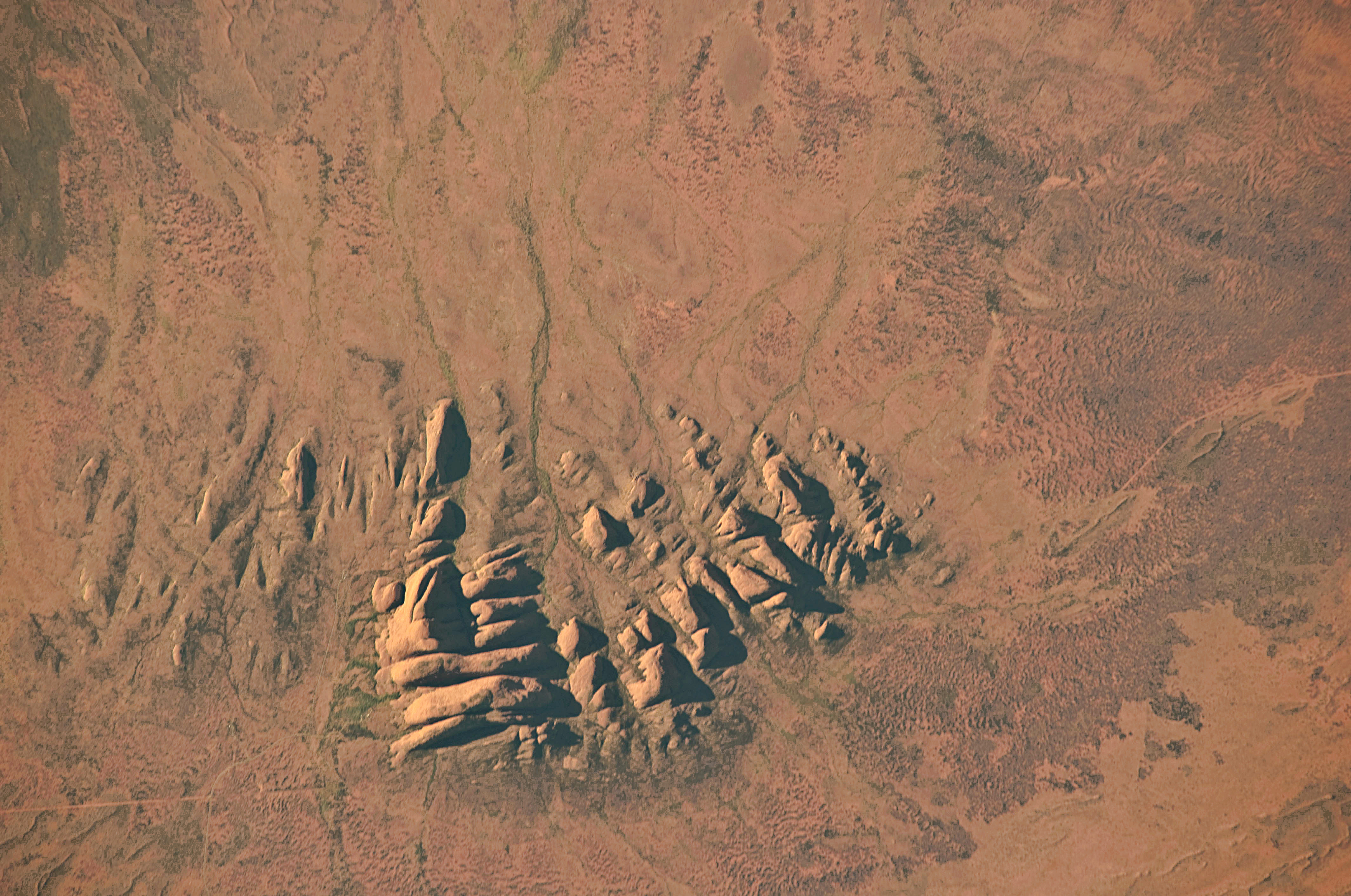
Ảnh Kata Tjuṯa / Mount Olga chụp từ không trung.
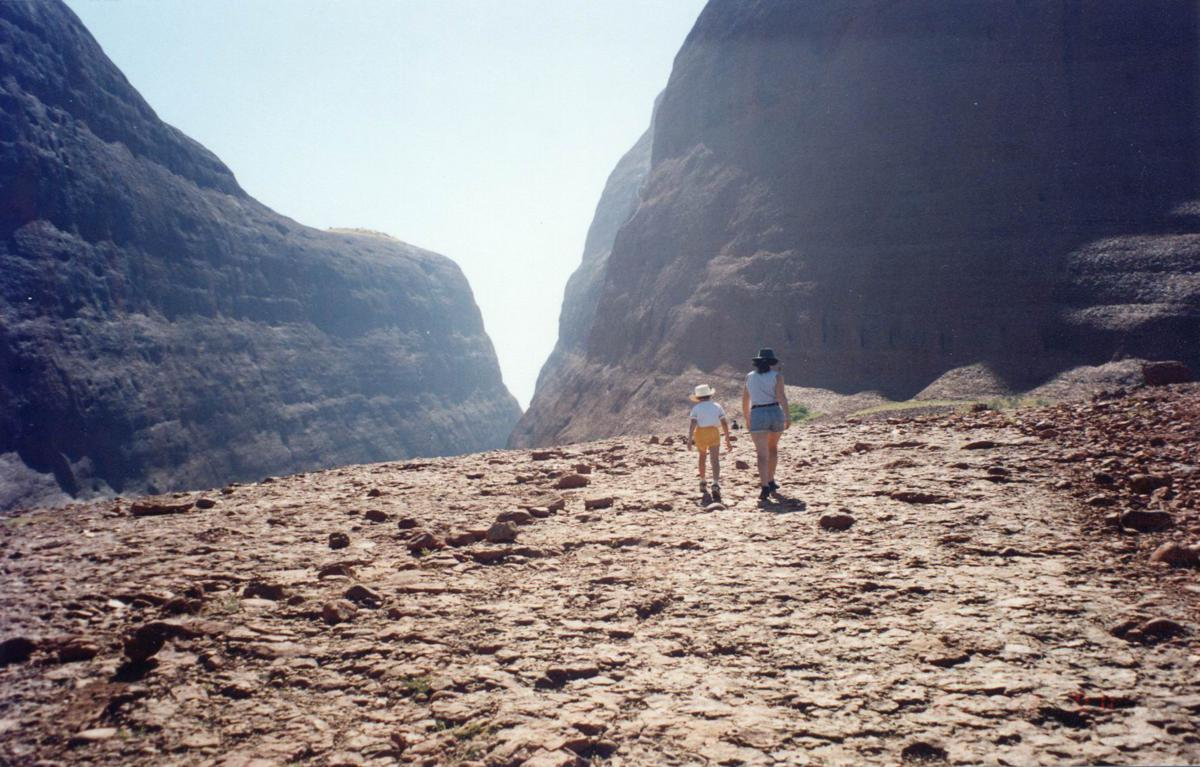
Một góc vườn quốc gia Uluru-Kata Tjuṯ
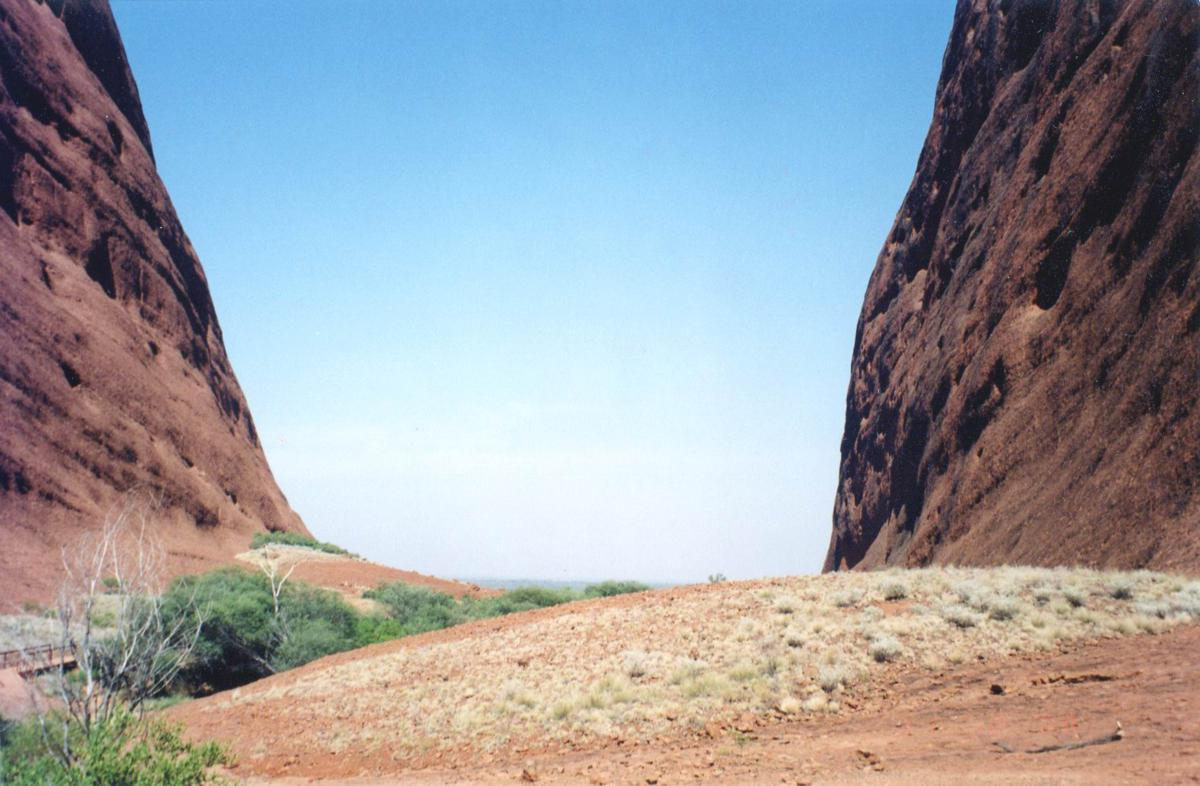